# Assumpta Serna
Assumpta Serna, właśc. María Asunción Rodés Serna (ur. 16 września 1957 w Barcelonie) – hiszpańska aktorka filmowa i telewizyjna. W ciągu swojej kariery wystąpiła w ponad 120 filmach.
Międzynarodowe uznanie i rozpoznawalność zyskała dzięki głównej roli w filmie Matador (1986) Pedra Almodóvara, gdzie wystąpiła u boku Antonia Banderasa. Za kreację w obrazie Mistrz szpady (1992) Pedra Olei była nominowana do Nagrody Goya dla najlepszej aktorki. Grała również w filmach hollywoodzkich, m.in. Dzika orchidea (1989) Zalmana Kinga czy Strzelec wyborowy (1995) Teda Kotcheffa.
Zasiadała w jury konkursu głównego na 60. MFF w Wenecji (2003).